# Рамка пистолета

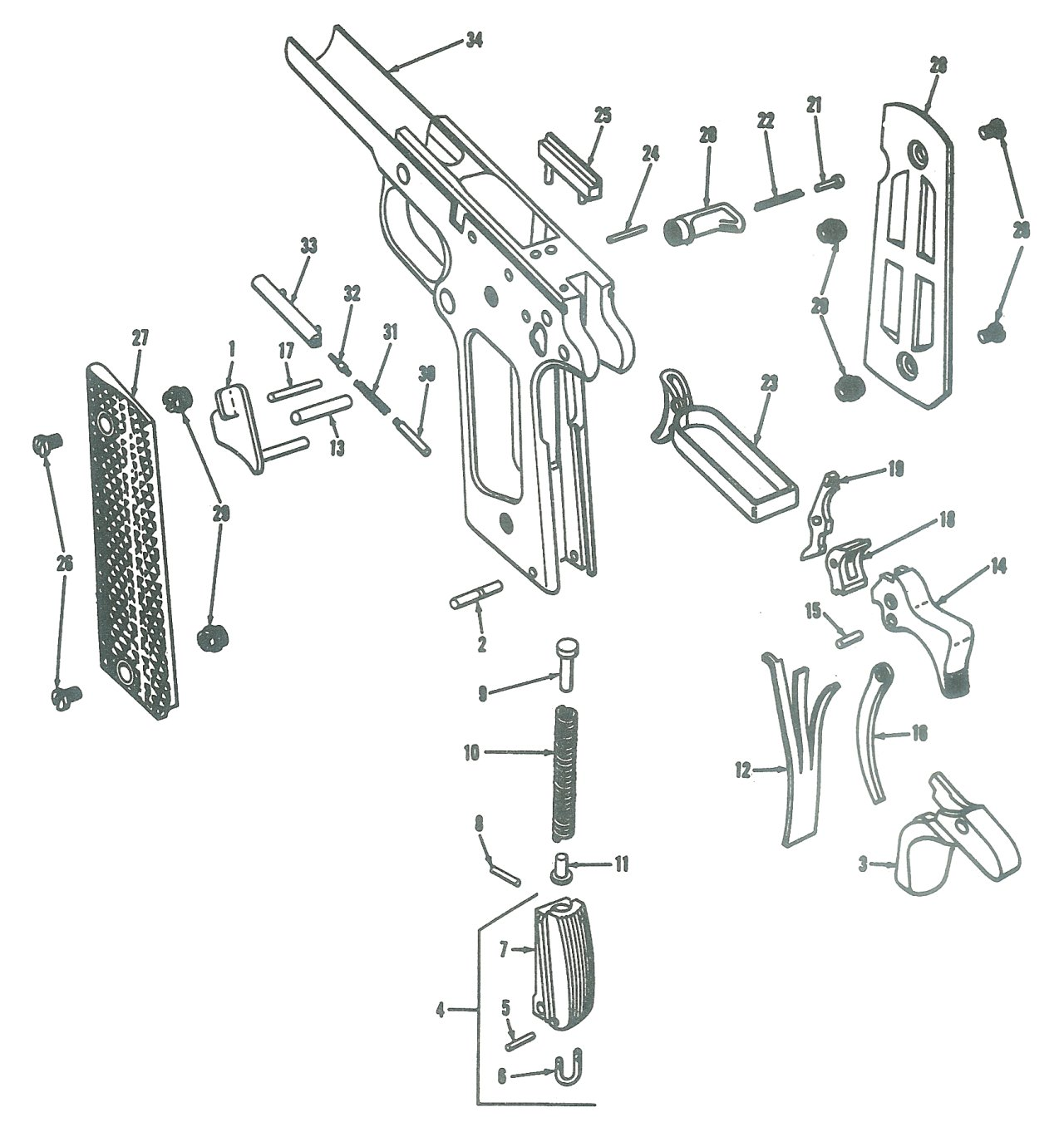
Пистолет M1911. Рамка — поз. 34

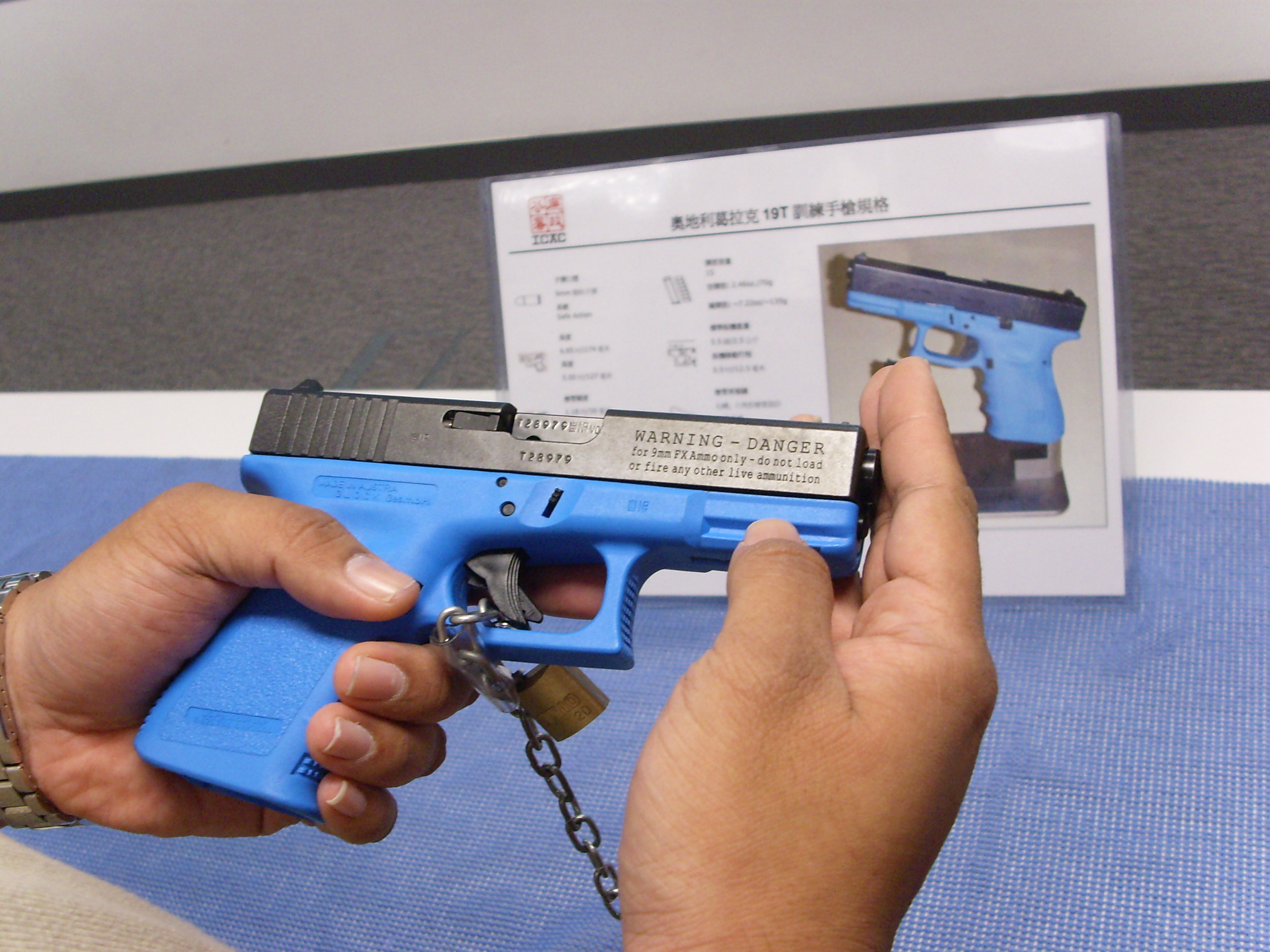
Glock 19 с рамкой из цветного полимера

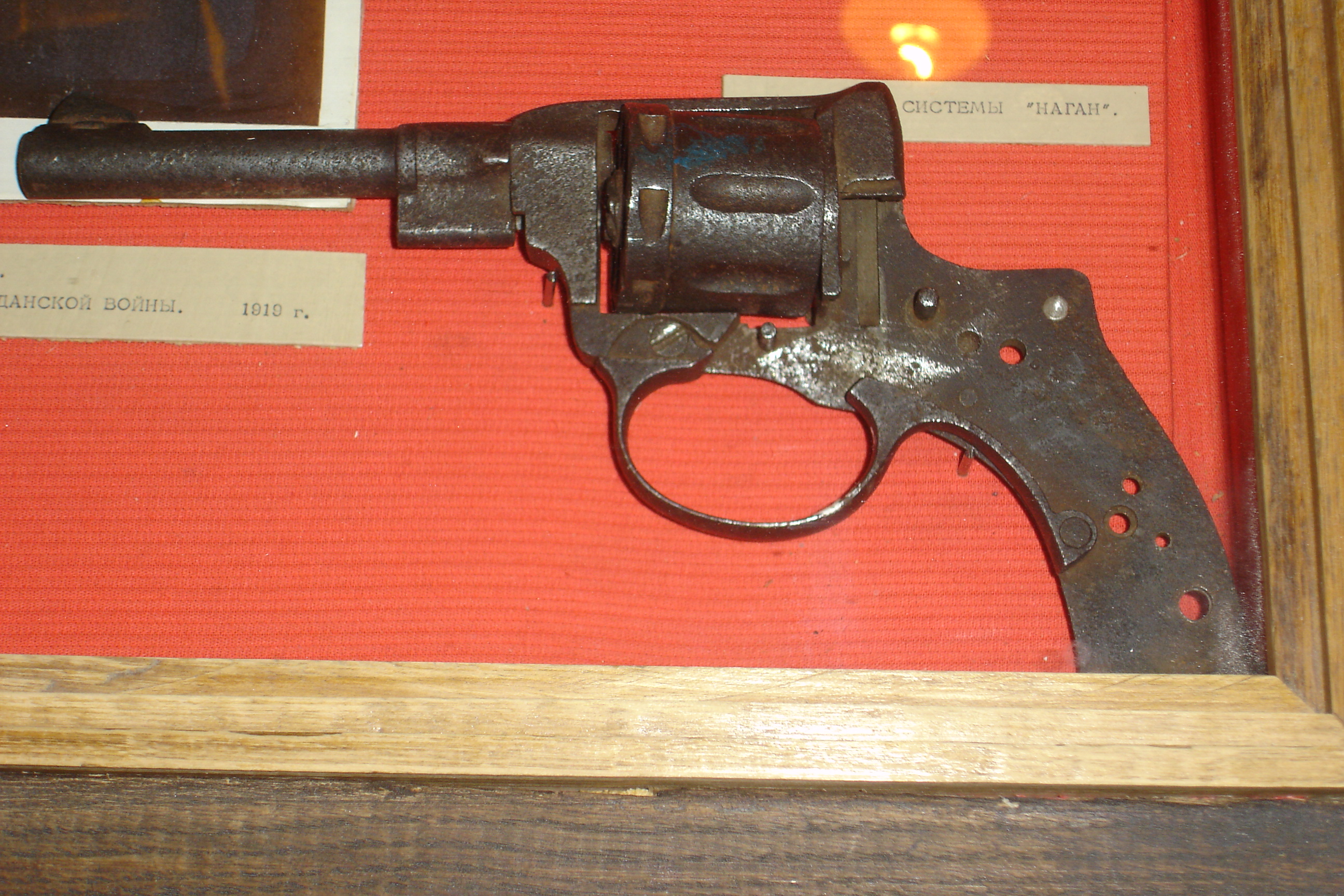
Рамка револьвера системы Нагана

Рамка пистолета — остов пистолета или револьвера, деталь, к которой крепятся все остальные узлы и детали: ствол, затвор, ударно-спусковой механизм, магазин и так далее.
Рамку револьвера иногда по традиции называют «рама». ГОСТ 28653-90 «Оружие стрелковое. Термины и определения» устанавливает единственный термин — «Пистолетная рамка» (тот же стандарт определяет револьвер как разновидность пистолета).

## История
Традиционный материал рамки — сталь, обычная или нержавеющая. В XIX веке были достаточно распространены револьверы с бронзовой рамой. В последние десятилетия все больше распространяются модели с рамкой из лёгких сплавов (ряд «классических» моделей Smith & Wesson, Beretta 8000 Cougar, FN 140DA) и в особенности — полимерных материалов (все пистолеты Glock, Smith&Wesson Sigma, Kel-tec, ГШ-18, Beretta 9000S, Walther P99). Применение полимеров и композитов (обычно на основе углеродного волокна) позволяет не только уменьшить массу оружия, но и упростить изготовление такой сложной по форме детали, какой является рамка пистолета. При этом особо ответственные и нагруженные части рамки (например, направляющие, по которым скользит затвор), могут выполняться из металла.